# Something/Anything?
Az 1972-es Something/Anything? Todd Rundgren harmadik szólólemeze. A Billboard 200 listán a 29. helyig jutott, három évvel megjelenése után aranylemez lett. Máig a zenész legeladottabb albuma.
2003-ban a Rolling Stone magazin Minden idők 500 legjobb albuma listáján a 173. helyre került. Szerepel az 1001 lemez, amit hallanod kell, mielőtt meghalsz című könyvben.

## Az album dalai
| 1. | I Saw the Light                               | Todd Rundgren | 2:56 |
| 2. | It Wouldn't Have Made Any Difference          | Rundgren      | 3:50 |
| 3. | Wolfman Jack                                  | Rundgren      | 2:54 |
| 4. | Cold Morning Light                            | Rundgren      | 3:55 |
| 5. | It Takes Two to Tango (This Is for the Girls) | Rundgren      | 2:41 |
| 6. | Sweeter Memories                              | Rundgren      | 3:36 |

| 1. | Intro                             | Rundgren | 1:11 |
| 2. | Breathless                        | Rundgren | 3:15 |
| 3. | The Night the Carousel Burnt Down | Rundgren | 4:29 |
| 4. | Saving Grace                      | Rundgren | 4:12 |
| 5. | Marlene                           | Rundgren | 3:54 |
| 6. | Song of the Viking                | Rundgren | 2:35 |
| 7. | I Went to the Mirror              | Rundgren | 4:05 |

| 1. | Black Maria              | Rundgren | 5:20 |
| 2. | One More Day (No Word)   | Rundgren | 3:43 |
| 3. | Couldn't I Just Tell You | Rundgren | 3:34 |
| 4. | Torch Song               | Rundgren | 2:52 |
| 5. | Little Red Lights        | Rundgren | 4:53 |

| 1. | Overture—My Roots: Money (That's What I Want) / Messin' With The Kid | Janie Bradford, Berry Gordy, Mel London | 2:29 |
| 2. | Dust in the Wind                                                     | Mark Klingman, Rundgren                 | 3:49 |
| 3. | Piss Aaron                                                           | Rundgren                                | 3:26 |
| 4. | Hello It's Me                                                        | Rundgren                                | 4:42 |
| 5. | Some Folks Is Even Whiter Than Me                                    | Rundgren                                | 3:56 |
| 6. | You Left Me Sore                                                     | Rundgren                                | 3:13 |
| 7. | Slut                                                                 | Rundgren                                | 4:03 |

## Helyezések és eladási minősítések

### Album
| Év   | Lista                | Helyezés |
| ---- | -------------------- | -------- |
| 1974 | Billboard Pop Albums | 29       |

### Kislemezek
| Év   | Kislemez                 | Lista                 | Helyezés |
| ---- | ------------------------ | --------------------- | -------- |
| 1972 | Couldn't I Just Tell You | Billboard Pop Singles | 93       |
| 1972 | I Saw the Light          | Billboard Pop Singles | 16       |
| 1973 | Hello It's Me            | Billboard Pop Singles | 5        |

### Eladási minősítések
| Szervezet  | Minősítés | Dátum             |
| ---------- | --------- | ----------------- |
| RIAA – USA | arany     | 1975. február 26. |

## Közreműködők
- Todd Rundgren – minden hangszer és ének az első, második és harmadik oldalon

### További zenészek (a negyedik oldalon)
Az Overture-on
- Collie Read – basszusgitár
- Stockman – dob
- Todd Rundgren – gitár
- Rick Valente – ének
- Randy Read – szólógitár

A többi dalon
- Todd Rundgren – ének, zongora (2, 3, 4, 5); gitár (6, 7)
- Mark Klingman – orgona (2, 3, 4); zongora a You Left Me Sore-on
- John Siomos – dob (2, 3, 4)
- Randy Brecker – trombita (2, 4)
- Mike Brecker – tenorszaxofon (2, 4)
- Barry Rogers – harsona (2, 4)
- Rick Derringer – gitár a Dust in the Wind-en
- John Siegler - basszusgitár a Dust in the Wind-en
- Dennis Cooley – háttérvokál (2, 3)
- Cecilia Norfleet – háttérvokál (2, 3)
- Vicki Robinson – háttérvokál (2, 3)
- Richard Corey – háttérvokál (2, 3, 4)
- Hope Ruff – háttérvokál (2, 3, 4)
- Robbie Kogale – gitár (3, 4)
- Stu Woods – basszusgitár (3, 4)
- Jim Colgrove – basszusgitár a Some Folks Is Even Whiter Than Me-n
- Amos Garrett – gitár a Some Folks Is Even Whiter Than Me-n
- Ben Keith – pedal steel gitár a Piss Aaron-on
- Billy Mundi – dob (5, 6)
- Gene Dinwiddie – tenorszaxofon a You Left Me Sore-on
- Serge Katzen – konga a You Left Me Sore-on
- Bugsy Maugh – basszusgitár a You Left Me Sore-on
- Ralph Wash – gitár a You Left Me Sore-on
- Jim Horn – tenor sax a Sluton
- John Kelson – tenorszaxofon a Sluton
- Brook Baxes – háttérvokál a Sluton
- Anthony Carrubba – háttérvokál a Sluton
- Henry Fanton – háttérvokál a Sluton
- Edward Olmos – háttérvokál a Sluton
- Hunt Sales – dob a Sluton
- Tony Sales – basszusgitár a Sluton
- Charlie Schoning – zongora a Sluton
- Rick Vito – gitár a Sluton

## Fordítás
Ez a szócikk részben vagy egészben a Something/Anything? című angol Wikipédia-szócikk ezen változatának fordításán alapul.  Az eredeti cikk szerkesztőit annak laptörténete sorolja fel. Ez a jelzés csupán a megfogalmazás eredetét és a szerzői jogokat jelzi, nem szolgál a cikkben szereplő információk forrásmegjelöléseként.